# Regno di Jugoslavia
Il Regno di Jugoslavia (in serbo: Краљевина Југославија, in croato e sloveno: Kraljevina Jugoslavija) era uno Stato della penisola balcanica. Esistito dal 1929 fino al 1941 era guidato dalla dinastia reale serba dei Karađorđević.

## Contesto storico
La fine della prima guerra mondiale e il dissolvimento dell'Impero austro-ungarico videro la formazione di un'entità autonoma nelle terre abitate da Slavi appartenenti alla corona asburgica: lo Stato degli Sloveni, Croati e Serbi che dichiarò unilateralmente la propria indipendenza e la propria sovranità.
Nessuna delle potenze europee decise di riconoscere la nuova nazione, per cui i fondatori dello Stato si rivolsero a Belgrado per prendere accordi per una possibile unione al Regno di Serbia. L'unione fu sancita il 25 novembre 1918. Il giorno successivo, anche il Regno di Montenegro decise di aderire, e il 1º dicembre 1918, Alessandro Karađorđević, principe ereditario e reggente al trono di Serbia, nella piazza Terazije di Belgrado presiedette una cerimonia con la quale fondava il Regno dei Serbi, Croati e Sloveni e lo poneva sotto l'autorità di suo padre, il Re Pietro I.

### I primi contrasti

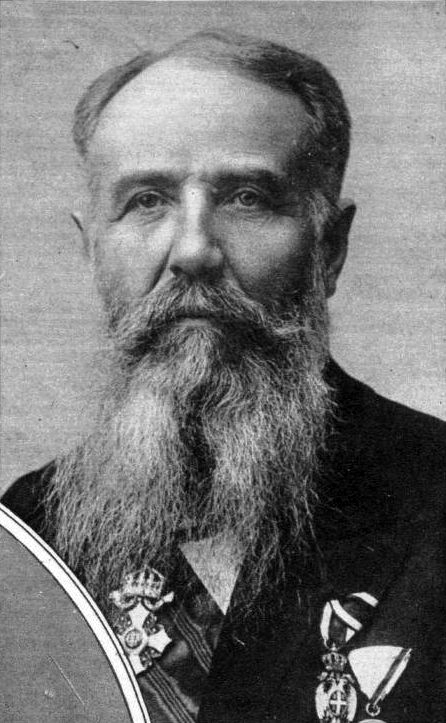
Nikola Pašić

Le reazioni a questa decisione iniziarono ben presto: re Nicola I del Montenegro non accettò che la corona del nuovo regno andasse ai sovrani di Serbia senza trattative, volendo egli stesso essere il re della nazione unita degli Slavi.
Anche i membri del Consiglio Nazionale degli Sloveni, Croati e Serbi protestarono perché la guida del Governo non sarebbe andata a Nikola Pašić, indicato in sede di trattative. Il Reggente superò la crisi nominando il 20 dicembre 1918 Stojan Protić, collega di partito di Pašić a capo del Governo e esiliando re Nicola.
Fu creata un'assemblea legislativa che avrebbe funto da parlamento fino all'elezione dell'Assemblea Costituente di cui, però, il principe Alessandro tardava ad indire le elezioni. Fino al giorno del voto, il 28 novembre 1920 il Regno fu governato da ministeri instabili che avevano brevissima durata; l'assemblea legislativa provvisoria vedeva continuamente l'abbandono dell'aula da parte delle opposizioni, in particolare dei membri croati. Anche la neoeletta assemblea costituente fu in balìa del boicottaggio dei deputati croati e delle opposizioni. Ciononostante, il 28 giugno 1921 entrò in vigore la nuova Costituzione, votata solo dai deputati serbi e da altre minoranze.

### La nuova Costituzione
Fu sancito che Regno dei Serbi, Croati e Sloveni fosse una monarchia parlamentare, democratica ed ereditaria, si concedeva ai cittadini la libertà di parola, di culto, di associazione e di stampa; se ne garantiva la salute e l'istruzione con politiche sociali governate dallo Stato. Si suddivideva il territorio in 33 regioni dotate di autonomia e stabilite su base storica ed etnica, con un contro-bilanciamento dei poteri statali garantito dai Prefetti di nomina regia.
L'unione tra lo Stato degli Sloveni, Croati e Serbi e il Regno di Serbia non fu inteso come una fusione tra due entità equivalenti, ma come un'annessione territoriale da parte della Serbia. Nonostante fossero garantite tutte le etnie presenti nel Paese, erano i serbi ad avere le redini dell'amministrazione poiché fu il Regno di Serbia che estese la propria burocrazia al resto della nazione come fece il Piemonte nel processo unificativo italiano. I deputati di etnia croata si dichiararono da sempre all'opposizione e molto spesso boicottavano le sedute dell'Assemblea nazionale. Inoltre, forti contrasti continuavano a sorgere sulla questione dell'annessione all'Italia dell'Istria e di Fiume, che i croati rivendicavano come proprie, e sulla dicotomia tra potere centralista e decentrato.

## La dittatura del re

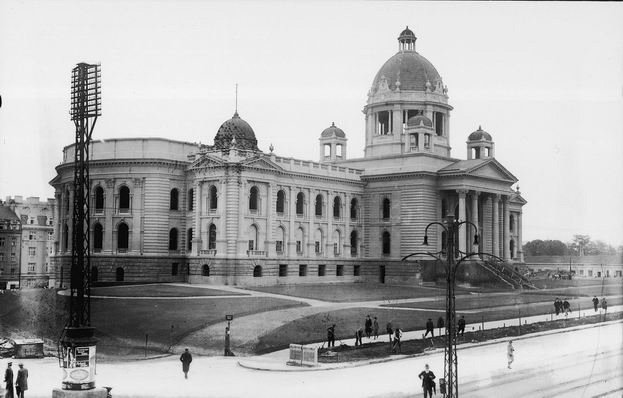
Il Parlamento di Belgrado.

Alessandro I era intanto divenuto re nel 1921.
Le rivendicazioni di maggiore autonomia erano espresse in Parlamento dal Partito Rurale Croato che, comunque, in una occasione entrò nella maggioranza governativa al fianco del Partito nazionale radicale serbo, e dal Partito Croato dei Diritti che combatteva col suo leader Ante Pavelić contro l'esistenza stessa del Regno, anche con atti di terrorismo eseguiti da affiliati al movimento degli Ustascia. In più, in Macedonia era attiva l'Organizzazione Rivoluzionaria Interna, una formazione terroristica che mirava all'annessione al Regno di Bulgaria. In Slovenia e in Croazia era anche attiva l'organizzazione "ORJUNA", anticomunista e antiseparatista, che appoggiava i partiti favorevoli alle politiche centraliste e all'unità della Nazione. I forti contrasti tra le diverse nazionalità sfociarono nell'assassinio da parte del deputato montenegrino Puniša Račić, del collega Stjepan Radić e di altri due parlamentari croati durante una seduta dell'Assemblea nazionale. 

### Regno di Jugoslavia
I deputati dell'opposizione lasciarono il Parlamento e iniziò una forte crisi istituzionale alla quale Alessandro I il 6 gennaio 1929 mise fine instaurando una dittatura personale. La Costituzione fu revocata e il sovrano avocò a sé tutti i poteri. Vedendo falliti i concetti di "tre Popoli in un solo Stato" e "uno Stato con tre nomi", che esaltavano le differenze tra le culture che formavano la nazione, il 3 ottobre 1929, cambiò il nome ufficiale del Paese in Regno di Jugoslavia e intraprese una serie di riforme per cancellare ogni separazione.
Re Alessandro sostituì la Costituzione con nuovi provvedimenti: La "Legge sul Potere regio e l'amministrazione suprema dello stato" (Zakon o kraljevskoj vlasti i vrhovnoj državnoj upravi) poneva tutte le autorità statali sotto il proprio controllo; il Governo era sotto la sua sovranità, egli nominava il Presidente del Consiglio e i Ministri; il potere legislativo era esercitato attraverso decreti regi controfirmati dal Primo Ministro. Anche i governi locali dovevano rispondere all'autorità del sovrano.
Con la "Legge sulla pubblica sicurezza e l'ordine dello Stato" (Zakon o zaštiti javne bezbednosti i poretka u državi) mise fuori legge i partiti politici e le organizzazioni sindacali, e vietò le associazioni che avessero una connotazione identitaria o religiosa. Con la "Legge sulla modifica della legge sulla stampa" (Zakon o izmenama i dopunama zakona o štampi) interdisse la vendita e la distribuzione di quotidiani che esprimessero offese al sovrano o idee contrarie alle disposizioni dello Stato.
Nominò Capo del Governo Petar Živković, membro del "Partito nazionale jugoslavo", unico partito legale, che attuò una politica persecutoria nei confronti degli oppositori, con particolare riguardo ai comunisti.

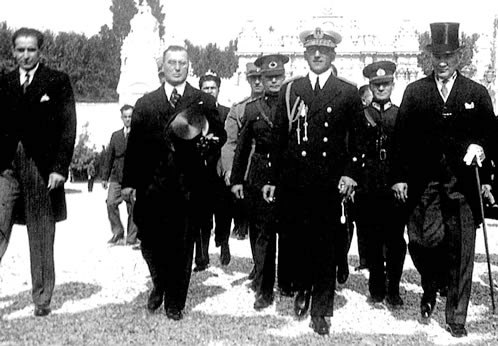
Alessandro I con Atatürk

Il concetto di Jugoslavia era già esistente all'indomani della prima guerra mondiale, ed indicava l'unione di tutti gli Slavi del sud che vivevano nei territori della penisola balcanica, ma non venne utilizzato nell'ufficialità, preferendo che le differenze nazionali fossero esaltate come collante dell'unità del Regno. Questa politica che, però, non fu mai supportata da un decentramento amministrativo, fu considerata, alla fine, fallimentare da Re Alessandro che vedeva nella sua stessa primitiva volontà di valorizzazione delle differenze il vero motivo dei conflitti inter etnici. Ogni peculiarità culturale doveva essere cancellata per ritrovare la coesione: fu, così, inaugurata la politica dell'integralismo jugoslavo (integralno jugoslovenstvo). Il perseguimento degli interessi locali doveva essere sostituito dall'impegno per risolvere i problemi nazionali, perché i localismi minacciavano il benessere del regno unitario. La scuola fu il veicolo principale della cultura unitaria jugoslava: ai giovani veniva impartita un'educazione alla nazionalità che mirava alla creazione di una generazione che non guardasse al passato tribale e conflittuale, ma si proiettasse verso un futuro di sviluppo e civiltà; era insegnata la musica tradizionale, era utilizzata la sola lingua serbo-croata, era esaltato il senso della patria. La stampa, asservita al regime, reinterpretava il passato in chiave negativa, proponendo la nuova politica unitaria come la via unica per la pace sociale e lo sviluppo.

### Nuova suddivisione amministrativa
La suddivisione del regno in 33 contee (oblasti) che ricalcavano confini storici ed erano etnicamente definite, fu modificata con la creazione di 9 regioni (banovine) che prendevano il nome dai fiumi che le attraversavano e che erano abitate da più gruppi etnici:
1. Banovina della Drava (Dravska Banovina), con capitale Lubiana
2. Banovina della Sava (Savska Banovina), con capitale Zagabria
3. Banovina del Vrbas (Vrbaska Banovina), con capitale Banja Luka
4. Banovina del Litorale (Primorska Banovina), con capitale Spalato
5. Banovina della Drina (Drinska Banovina), con capitale Sarajevo
6. Banovina della Zeta (Zetska Banovina), con capitale Cettigne
7. Banovina del Danubio (Dunavska Banovina), con capitale Novi Sad
8. Banovina della Morava (Moravska Banovina), con capitale Niš
9. Banovina del Vardar (Vardarska Banovina), con capitale Skopje

La città di Belgrado, insieme con Zemun e Pančevo fu costituita come unità amministrativa separata. A capo delle banovine fu posto un governatore di nomina statale.

## Nuova Costituzione
Il 3 settembre 1931, il Re concesse una nuova Costituzione che, sostanzialmente, confermava le misure prese nel 1929 con le leggi speciali. Venne mantenuto il divieto di formazione di partiti politici e associazioni culturali o religiose, venne mantenuta, anche se attenuata, la censura sulla stampa, ma venne ridefinito il sistema parlamentare. Fu ricostituita l'Assemblea nazionale eletta dal popolo e fu creato il Senato di cui il Re nominava tanti membri quanti quelli eletti dai sudditi. Con l'articolo 116 della nuova Costituzione, il Sovrano si concedeva il diritto di prendere misure al di fuori della Costituzione stessa. Fu dato valore costituzionale alla nuova suddivisione amministrativa disegnata nel 1929..
In politica estera, Alessandro, il 9 febbraio 1934 siglò un'intesa con la Turchia, la Grecia e la Romania che sanciva la non belligeranza, l'inviolabilità delle frontiere e l'aiuto reciproco in caso di guerra. Il patto fu incoraggiato dalla Gran Bretagna, soprattutto nell'ottica di arginare le mire espansionistiche dell'Italia.

## L'attentato di Marsiglia

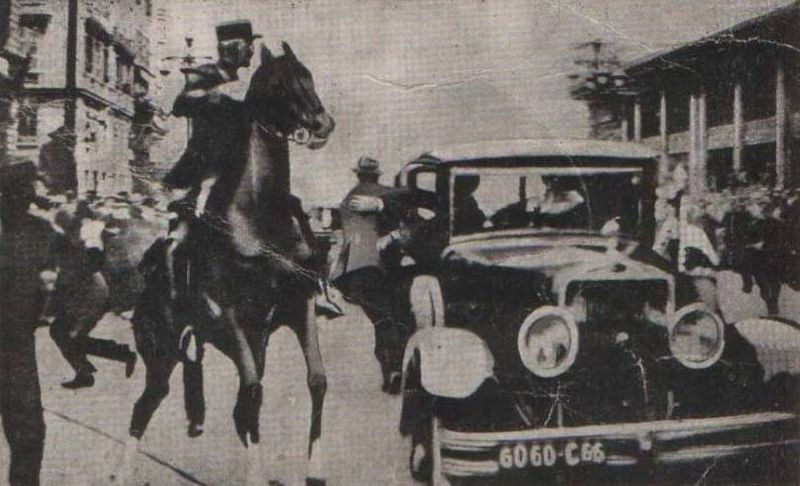
L'attentato di Marsiglia

Il Partito nazionale jugoslavo era nato dalla fusione del Partito radicale serbo e del Partito democratico con alcuni membri del Partito democratico indipendente sloveno e di quello Rurale sloveno. I Croati non vi erano rappresentati e quindi non erano al governo. Nonostante la forte politica repressiva, nel Paese esistevano diverse organizzazioni più o meno clandestine in lotta tra loro che combattevano contro l'esistenza stessa della jugoslavia o a favore della medesima, per il separatismo o per l'unità, per i diritti dei lavoratori o per il freno alle rivendicazioni sociali. Tra chi lottava contro l'unità dello Stato c'erano gli ustascia croati, appoggiati dal fascismo italiano e dall'Organizzazione Rivoluzionaria Interna Macedone (VMRO) che aveva legami con il Regno di Bulgaria; tra chi appoggiava l'idea jugoslava c'era l'Organizzazione dei nazionalisti jugoslavi (ORJUNA) e la "Mano bianca" (Bela ruka) cui erano legati il Primo Ministro Živković e lo stesso sovrano. I conflitti inter etnici erano, quindi, ancora molto vivi.
La lotta indipendentista e il contrasto alle politiche autoritarie dello Stato, furono alla base del complotto che vide unite la VMRO e gli Ustascia per attentare alla vita di Alessandro I. Il 6 ottobre 1934, quando il Re, appena sbarcato a Marsiglia per una visita di stato, si stava recando alla prefettura accompagnato dal Ministro degli esteri francese Louis Barthou, il macedone Vlado Černozemski sparò sulla vettura reale ed uccise entrambi gli occupanti, per poi essere egli stesso freddato dalle sciabolate delle guardie del corteo. L'assassinio del sovrano non ebbe, però, alcun effetto per le rivendicazioni nazionaliste poiché l'unità del Paese non ne fu intaccata.

## La reggenza

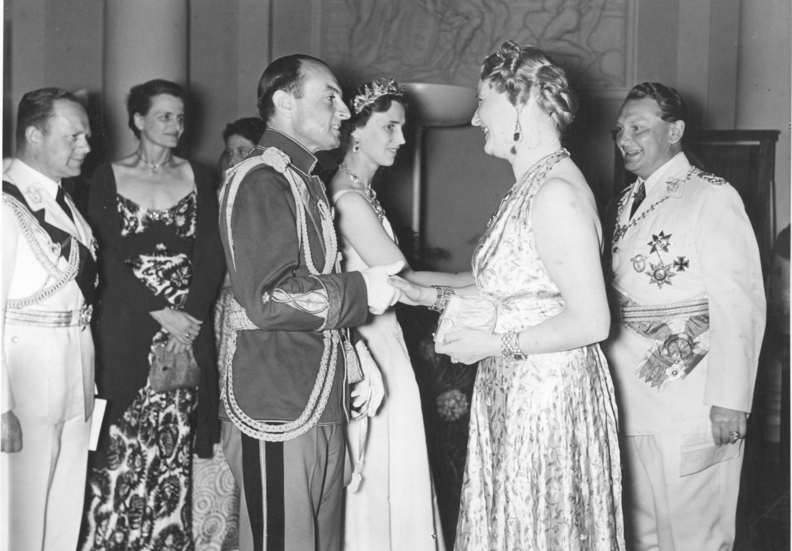
Il Principe Paolo ed Hermann Göring (primo a destra)

Morto Alessandro I, il primo in linea di successione era il primogenito Pietro, ma poiché aveva solo 11 anni, era necessaria la figura di un reggente. Il potere passò, quindi, il 9 ottobre 1934, in mano al Principe Paolo, cugino di Re Alessandro. Il reggente ereditò un Paese con un'economia arretrata nonostante le riforme del decennio precedente, ulteriormente fiaccata dalla crisi borsistica del 1929, e con un sistema infrastrutturale antiquato. Le poche esportazioni della Jugoslavia erano dirette per metà in Germania, il che rendeva il Paese in gran parte dipendente dal Terzo Reich; il Principe condusse diverse trattative con le autorità britanniche perché acquistassero prodotti jugoslavi, ma con poco successo.

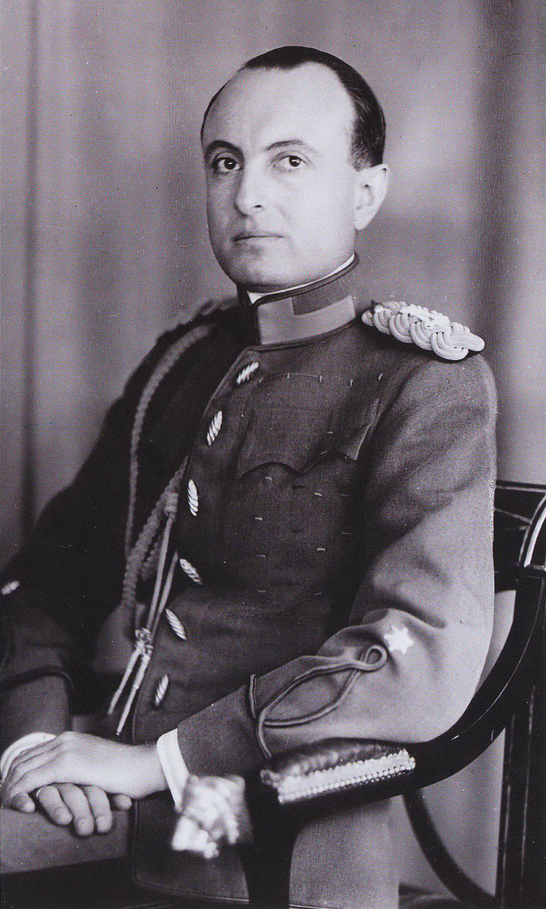
Il Principe Paolo

Sul fronte interno, Paolo mitigò l'approccio repressivo del predecessore verso le differenze culturali e le opposizioni, e cercò di attuare una nuova politica di conciliazione tra le etnie. In questo senso, il 26 agosto 1939, il Primo ministro Dragiša Cvetković siglò un accordo col politico croato Vladko Maček con cui venne creata la banovina di Croazia, in cui vennero uniti i territori a maggioranza croata ed alla quale il Reggente attribuì una larga autonomia.
Allo scoppio della seconda guerra mondiale, la Jugoslavia dichiarò la propria neutralità, nonostante i rapporti di collaborazione con la Francia e il Regno Unito, poiché temeva che serbi e croati non avrebbero mai combattuto fianco a fianco nell'esercito jugoslavo.
Nel 1940, la Germania aveva invaso la Francia, l'Italia aveva attaccato la Grecia, il Capo del Governo rumeno Ion Antonescu si era alleato con l'Italia e la Germania: il Regno di Jugoslavia si trovava senza più alleati e circondato da Nazioni ostili. Senza tener conto dell'opinione pubblica filo occidentale, considerando la situazione di arretratezza e di scarso armamento dell'esercito, il Reggente decise, il 4 marzo 1941, di siglare col Ministro tedesco von Ribbentrop, l'adesione al Patto Tripartito, strappando alla Germania la promessa che l'esercito di Berlino non avrebbe utilizzato la Jugoslavia come campo di battaglia per contrastare l'invio di truppe britanniche sul fronte ellenico.

## Il crollo

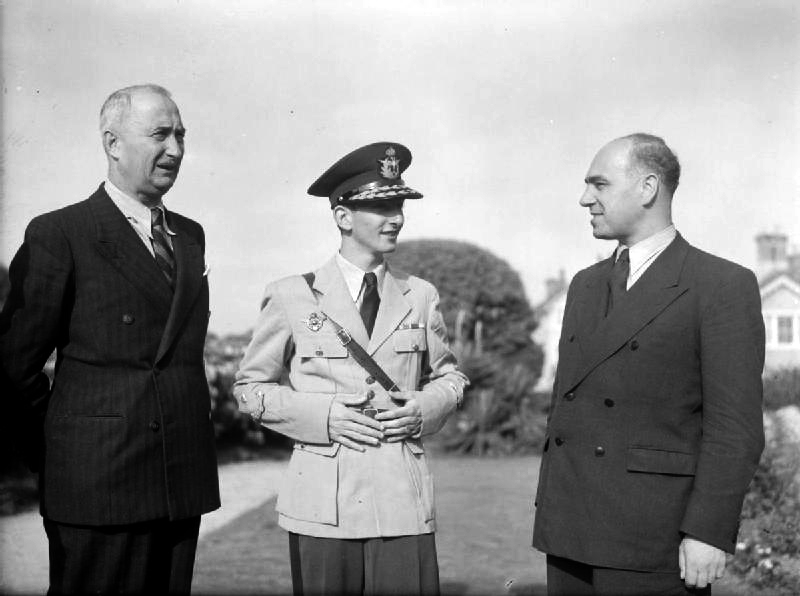
Pietro II tra Dušan Simović (a sinistra) e il Ministro Radoje Knezevic

L'adesione jugoslava al Patto Tripartito provocò in tutto il Paese reazioni di condanna. Il 27 marzo 1941, il generale Dušan Simović fece un colpo di Stato supportato dagli Inglesi col quale fece arrestare il Primo Ministro Dragiša Cvetković e il Ministro degli Esteri Aleksandar Cincar-Marković e depose il Reggente Paolo, mettendo sul trono il giovane principe ereditario, Pietro.
Pietro II e Simović presero contatti con gli Alleati per sconfessare gli accordi con l'Asse e iniziare una nuova politica antitedesca.
Il 6 aprile 1941, la Wehrmacht iniziò l'invasione della Jugoslavia: mentre le forze di terra avanzavano su più fronti, la Luftwaffe bombardò Belgrado per giorni; il 17 aprile il Governo decise di capitolare. Il Re e il Primo Ministro fuggirono a Londra e il Regno fu diviso: la Germania annetté parte della Slovenia e il Banato, l'Italia creò un proprio governatorato che comprendeva la Dalmazia, parte della Slovenia e la costa montenegrina, mentre l'Ungheria si annetté la Voivodina e parte della Croazia. Il Kosovo fu unito all'Albania insieme ad alcuni territori della Macedonia che fu, invece, per la gran parte inglobata dalla Bulgaria. Venne creato lo Stato Indipendente di Croazia in mano alle forze degli Ustascia, governato da Ante Pavelić, mentre a Belgrado s'insediò un governo filonazista che amministrava un territorio limitato quasi alla sola Serbia, con a capo il generale Milan Nedić.
Nel paese il governo collaborazionista serbo e gli ustascia furono duramente contrastati da due differenti forze di resistenza: quella dei nazionalisti monarchici cetnici di Dragoljub Mihailović e quella dei partigiani antifascisti di Josip Broz Tito.
Re Pietro II nominò Mihailovic comandante in capo delle forze di liberazione, ma nell'agosto 1944, su pressione alleata, lo sostituì con Tito.
Nell'ottobre 1944 i sovietici arrivarono a Belgrado e i partigiani titini sconfissero nell'aprile 1945 i cetnici. 
Il 29 novembre 1945 fu proclamata la Repubblica Socialista Federale di Jugoslavia.

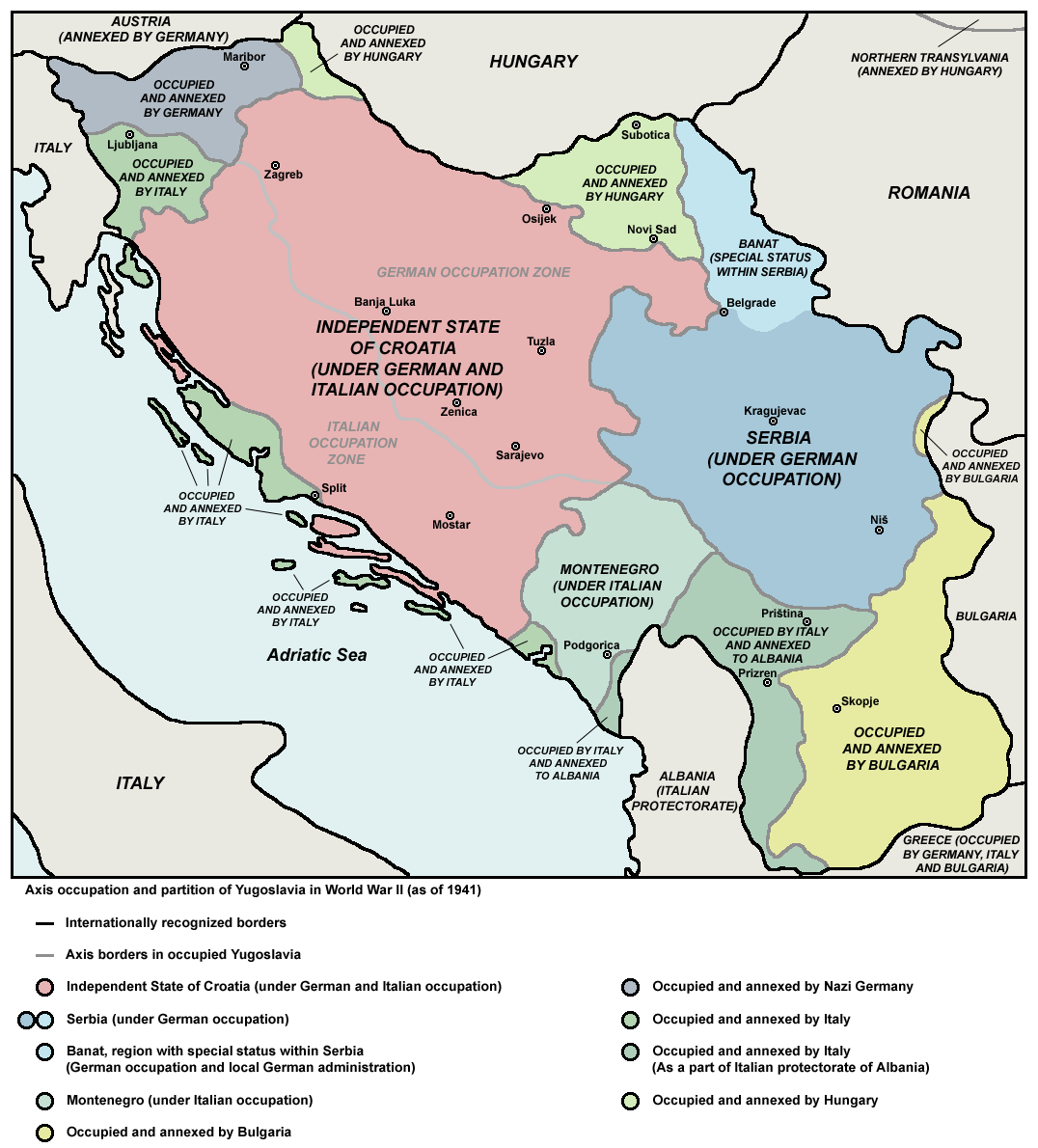
La Jugoslavia occupata nel periodo 1941-43.
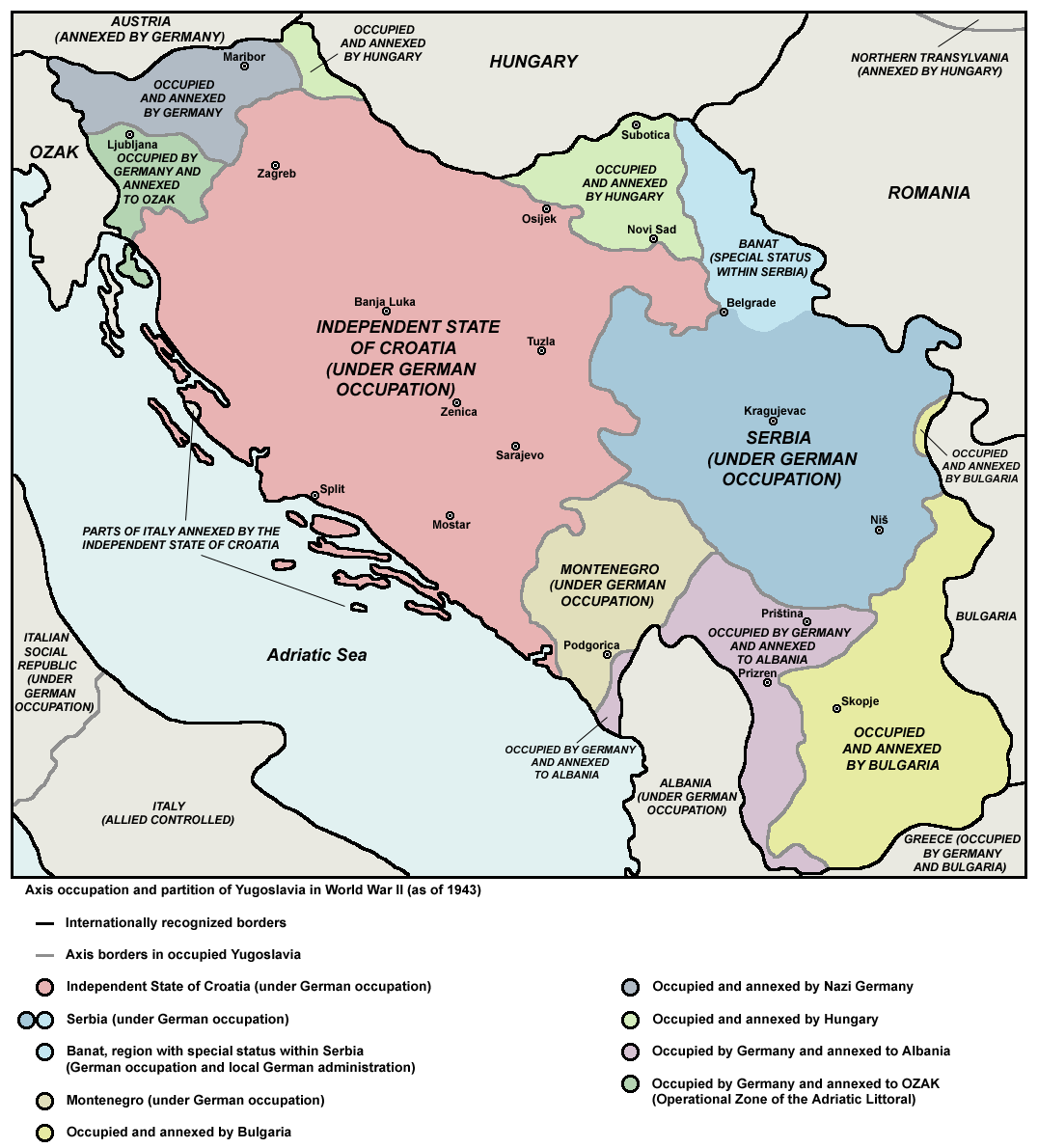
La Jugoslavia occupata nel periodo 1943-44.